# Fun Light
Fun Light, i marknadsföring skrivet FUN Light, är ett varumärke för sockerfri koncentrerad dryck som ägs av Orkla Foods. Fun Light skapades av Hermod Nergård och lanserades i Norge 1982 och i Sverige 1992. Totalt konsumeras cirka 60 miljoner liter av drycken per år.
Sötman i Fun Light kommer från sötningsmedel (aspartam och acesulfam K eller stevia). Smak och färg kommer från naturliga färger och aromer. Övrigt innehåller Fun Light vatten, surhetsreglerande medel, stabiliseringsmedel, konserveringsmedel, antioxidationsmedel och en fenylalaninkälla.

## Historik
En föregångare till Fun Light var den sockersötade drycken Gøy som tillverkades av saftfabriken Gimsøy Kloster. Kavlis danska dotterbolag importerade Gøy och började på 1970-talet sälja produkten själva under namnet Fun.
År 1982 lanserades Fun Light i Norge av Gimsøy kloster. Fun Light lanserades även i Danmark år 1984. Gimsøy kloster kom senare att uppgå i Nora Industrier. Nora blev därefter en del av Orkla.
År 1992 lanserades Fun Light i Sverige av Nora Industrier, inledningsvis genom att importera från Norge. Året därpå köptes Bob Industrier av Nora, vilket innebar att man så småningom kunde börja producera Fun Light på Bob-fabriken i Kumla.
Eftersom danska Fun och Fun Light hade en annan ägare utvecklades det annorlunda än i Norge och Sverige. År 2003 valde Kavli att sluta med produktionen av sockersötade Fun och bara sälja Fun Light. År 2010 bytte Fun Light namn till Fun One i Danmark.
Fun Light fortsatte tillverkas för den norska marknaden vid Gimsøy Kloster i Skien och före den svenska marknaden vid Bob i Kumla. Kavli utkontrakterade sin produktion av Fun Light fram till 2003 när den flyttades till Kavlis fabrik i Avedøre Holme i Hvidovre. År 2008 köpte Kavli läskedrycksfabriken Pebas och flyttade året därpå produktionen till Pebas fabrik i Ringkøbing.
I början av 2016 köptes Kavlis danska verksamhet av Orkla, inklusive varumärket Fun och fabriken i Ringkøbing. Orkla ägde därmed namnet Fun i de tre skandinaviska länderna.
Under 2016 lades Orkla ner Gimsøy Klosters fabrik ner och produktionen flyttades till Kumla. I september 2017 meddelades av fabriken i Ringkøbing också skulle läggas ner och produktionen flyttas till Kumla, varefter produktionen av Fun Light koncentrerades till Kumla. Det danska namnet Fun One ändrades tillbaka till Fun Light under 2018.

## Smaker
| FUN Light Original                | FUN Light Original                     | FUN Light Original |
| Namn                              | Smak                                   | Lanserad           |
| --------------------------------- | -------------------------------------- | ------------------ |
| Appear                            | Äpple och päron                        | 2008               |
| Elderflower Lemon                 | Fläder och citron                      | 2012               |
| Lemon Lime                        | Citron och lime                        | 1993               |
| Orange                            | Apelsin                                | 1992               |
| Peach Passion                     | Persika och passionsfrukt              | 2002               |
| Raspberry                         | Hallon                                 | 1992               |
| Strawberry                        | Jordgubbe                              | 1994               |
| Tropical Fruits                   | Tropiska frukter; ananas och guanabana | 2006               |
| Wild Berries                      | Skogsbär (flera ur blåbärssläktet)     | 2001               |
| Wild Strawberry Watermelon        | Smultron och vattenmelon               | 2009               |
| FUN Light green, sötad med stevia |                                        |                    |
| Namn                              | Smak                                   | Lanserad           |
| Blackberry Blueberry              | Björnbär och blåbär                    | 2012               |
| Pear Kiwi                         | Päron och kiwi                         | 2013               |
| Raspberry Pomegranate             | Hallon och granatäpple                 | 2012               |
| Strawberry Marula                 | Jordgubbe och marula                   | 2012               |

Utgångna smaker, ej längre i sortiment
| Namn                 | Smak                      |
| -------------------- | ------------------------- |
| Cassis               | Svarta vinbär             |
| Limited Edition Love | Jordgubbe och granatäpple |
| Taste of Summer      | Kiwi och grönt te         |
| Läskkoncentrat       |                           |
| Cola                 | Colasmak                  |
| Lemon Pomelo         | Citron och pomelo         |
| Orange Pitanga       | Apelsin och pitanga       |